# 발더스 게이트: 인핸스드 에디션
《발더스 게이트: 인핸스드 에디션》은 빔독의 부서 오버홀 게임스가 개발한 롤플레잉 비디오 게임이다. 1998년에 출시된 바이오웨어 게임 《발더스 게이트》의 리메이크이다. 2012년 11월 28일 마이크로소프트 윈도우로 처음 출시됐으며, 이후 iOS, OS X, 안드로이드 및 리눅스 플랫폼으로 이식됐다.
《발더스 게이트: 인핸스드 에디션》는 원작을 개선하기 위해 신기능들을 도입한 것이 특징으로, 추가사항으로 타 플랫폼의 플레이어와 협력할 수 있는 크로스 플랫폼 플레이, 전투 중심의 아레나 모드 '더 블랙 피츠', 후속작 《발더스 게이트 II: 섀도스 오브 암》의 직업, 종족의 도입 등이 있다. 리메이크의 외적 특징으로 신 사용자 인터페이스, 고해상도 및 와이드스크린 지원, 모딩 유동성 지원이 있다.
2016년 3월 31일, 《발더스 게이트》의 대단원을 내리고 《발더스 게이트 II》의 사건으로 이어지는 이야기의 발판을 그리는 리메이크 전용 확장팩 《발더스 게이트: 시즈 오브 드래곤스피어》이 발매됐다. 2019년 10월 15일, 스카이바운드 게임스가 개발한 콘솔 이식판이 닌텐도 스위치, 플레이스테이션 4 및 엑스박스 원으로 출시됐다.

## 반응
《발더스 게이트: 인핸스드 에디션》의 컴퓨터판은 리뷰 애그리게이터 웹사이트 메타크리틱에서 78/100점을 기록해 "대체적으로 긍정적인 평가"를 받았다.

## 참조

### 내용주
1. ↑  영어: Baldur's Gate: Enhanced Edition